# 2005 LA54
2005 LA54 est un objet transneptunien du groupe des cubewanos. 

## Caractéristiques
2005 LA54 mesure environ 240 km de diamètre.